# Шарман, Алмаз Торегельдиевич

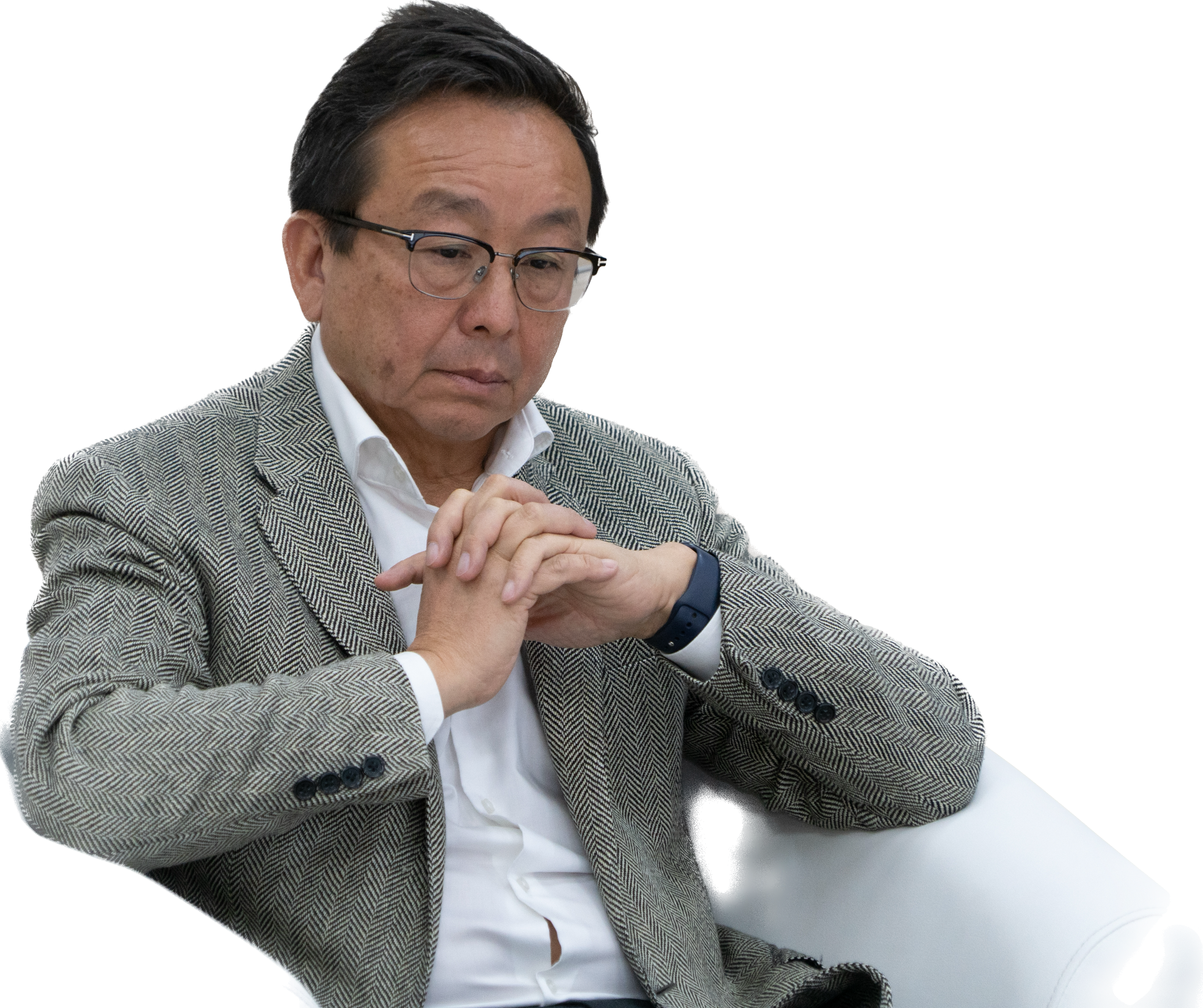

Алмаз Шарман (род. 1960, Улытау, Карагандинская область, Казахская ССР, СССР) — американский учёный-медик казахского происхождения, член Американской Ассоциации Здравоохранения, президент Академии профилактической медицины Казахстана и Национального центра здорового питания.
Алмаз Шарман является специалистом в области биомедицины и общественного здравоохранения. Им разработана методология изучения распространённости ВИЧ инфекции с использованием общенациональной репрезентативной выборки, что позволило ООН пересмотреть масштабы пандемии, уменьшив оценочную численность ВИЧ-инфицированных людей в мире на 7 миллионов. При его участии в ряде стран исследовалась распространённость анемии среди женщин и детей, что легло в основу разработки национальных программ по борьбе с анемией и в области репродуктивного здоровья. Учёный работал в Университете Джонса Хопкинса, а в Казахстане возглавлял Национальный медицинский холдинг Центр наук о жизни, занимался разработкой интегрированной академической системы здравоохранения. В настоящее время Алмаз Шарман является президентом Академии профилактической медицины Казахстана, а также президентом Республиканского общественного объединения «Национальный центр здорового питания».

## Биография
С 1991 года работает в США научным сотрудником Иммунобиологического центра разработки вакцин Университета Алабамы в Бирмингеме. В 1994 году доктор Шарман приглашается работать медицинским координатором международного проекта медико-демографических исследований в г. Калвертон, штат Мэрилэнд. Проводит исследование распространённости ВИЧ-инфекции с использованием принципа общенациональной репрезентативной выборки. Данное исследование проводилось в рамках сотрудничества с Центрами по контролю заболеваний США и Объединённой программы ООН по СПИДу (UNAIDS). В настоящее время данная методология является стандартной: она позволила ООН пересмотреть масштабы пандемии ВИЧ/СПИД, уменьшив оценочную численность ВИЧ-инфицированных людей в мире на 7 миллионов.
Результаты исследований под руководством доктора Шармана распространённости анемии среди женщин и детей в государствах Центральной Азии, Египте, Индии и ряде других стран легли в основу разработки национальных программ по борьбе с железодефицитной недостаточностью и в области репродуктивного здоровья. В эти годы Алмаз Шарман принимает американское гражданство и становится научным сотрудником Университета Джонса Хопкинса. В мае 1998 года опубликовал монографию, а также выступил в Конгрессе США, где представил рекомендации для разработки американской программы международной технической помощи в области репродуктивного здоровья.
В 2001—2006 годы доктор Шарман работал Советником по инфекционным заболеваниям Американского агентства по международному развитию (USAID) по Центральной Азии, а затем — главой представительства USAID по Казахстану со статусом американского дипломата. В тот период работы деятельность доктора Шармана была в основном направлена на внедрение профилактических программ, направленных против распространения ВИЧ-инфекции в странах Центральной Азии, а также на борьбу с туберкулёзом и другими инфекционными болезнями. При его содействии Глобальным фондом по борьбе с ВИЧ-инфекцией, туберкулезом и малярией были выделены гранты Казахстану, Кыргызстану и Узбекистану на общую сумму в 67,5 миллионов долларов США. В эти годы совместные усилия USAID с правительствами центральноазиатских стран и международными организациями позволили значительно замедлить распространение генерализованной эпидемии ВИЧ/СПИД в данном регионе.
Доктор Шарман является членом Международной комиссии экспертов «Мир свободный от туберкулеза» и соавтором одноименной статьи в престижном медицинском журнале The Lancet. Члены Международной комиссии, в которую вошли эксперты из Гарвардского, Стэнфордского и других университетов и международных организаций, считают, что при наличии политической воли и соответствующих финансовых ассигнований, к 2045 году мировое сообщество способно победить туберкулез.
В мае 2008 года Алмаз Шарман основал в столице Казахстана Астане Национальный медицинский холдинг, стал его первым Председателем правления, а в последующем (2010—2012 г) Председателем Совета директоров. Под его руководством были введены в строй клиники Холдинга и впервые в Казахстане внедрена больничная система корпоративного управления. По его инициативе в 2008 году был начат процесс международной аккредитации больниц Национального медицинского холдинга, в результате которого пять медицинских центров Холдинга получили международную аккредитацию Joint Commission International (JCI) — «золотой стандарт» в системе больничного управления. За время руководства доктора Шармана специалистами Холдинга была внедрены технологии имплантации вспомогательного устройства желудочков сердца (искусственное сердце), хирургическое лечение эпилепсии и трансназальное удаление опухолей гипофиза. В 2012 году в Кардиохирургическом центре Холдинга впервые в Центральной Азии была проведена пересадка сердца.
В 2010-м году Национальный медицинский холдинг вошел в состав АОО «Назарбаев университет» и Алмаз Шарман назначается заместителем Председателя Исполнительного совета университета и Председателем Совета директоров Холдинга. В 2011-м году при его участии создаётся Центр наук о жизни. С созданием в 2015-м году медицинской школы была практически сформирована Интегрированная академическая система здравоохранения Назарбаев университета, которая включает Центр наук о жизни, клиники Национального медицинского холдинга (University Medical Center) и Школу медицины.
Алмаз Шарман активно участвует в общественной жизни, принимая участие в дискуссиях по ключевым проблемам здравоохранения и медицинской науки. 24 февраля 2020 г будучи модератором на общественных слушаниях по Кодексу о здоровье народа и системе здравоохранения Казахстана доктор Шарман направил дискуссию в сторону обсуждения таких вопросов, как трансплантация органов, обязательная вакцинация, защита персональных данных, касающихся здоровья. Некоторые нормы закона, предложенные Министерством здравоохранения Казахстана, вызвали отрицательную реакцию отдельных представителей общественности. Их недовольство вызвало то, что модератором на совещаниях по вопросам здравоохранения Казахстана выступал гражданин США. По их словам, Алмаз Шарман «…прерывал немногочисленных общественных активистов и давал слово без ограничений представителям министерства здравоохранения». Они обвинили Алмаза Шармана в том, что он является «лоббистом антинародных законов в сфере здравоохранения Казахстана в пользу международных корпораций». Одним из оппонентов было направлено заявление в Комитет Национальной Безопасности (КНБ) Казахстана, где он поинтересовался могут ли граждане США модерировать правительственные мероприятия по разъяснению проекта Кодекса о здоровье народа и системе здравоохранения. Со стороны КНБ ему пришел ответ, где указывается, что это нормальное явление, так как «гражданин США Алмаз Шарман является руководителем клиники „Health City“ в г. Алматы, а также членом попечительского совета благотворительного фонда „Асыл Мирас“.
Доктор Шарман является популяризатором медицинской науки, будучи ведущим передачи о здоровье „Алмазные Советы“ на телеканале Хабар24, выступая на телевизионных передачах, TEDx конференциях и, публикуя интернет-блоги, научно-популярные книги о здоровье, а также материалы в газетных и интернет изданиях. По инициативе доктора Шармана была создана коалиция VitAlem, направленная на пропаганду здорового образа жизни и создание условий для активного долголетия www.vitalem.kz Во время пандемии COVID-19 доктор Шарман провел 20 онлайн интервью на телеканале „Хабар“ с ведущими мировыми мировыми экспертами по вопросам профилактики и лечения коронавирусной инфекции, такими как Hans Kluge (Всемирная Организация Здравоохранения), Sanjay Gupta (CNN), Christopher Murray (Университет Вашингтона). Эта серия передач получила большую популярность среди телезрителей.
Доктором Шарманом были созданы веб-ресурсы: www.zdrav.kz, www.anamed.kz, www.vitalem, www.balaman.kz с уникальными информационными ресурсами посвящёнными вопросам здорового поведения, предупреждения и лечения более чем 1000 заболеваний. Им разработана цифровая медицинская платформа ClouDoc, а также технологический продукт www.symptomaster.com, состоящий из более чем 100 алгоритмов, представляющих собой последовательные логические решения по интерпретации симптомов многих заболеваний и принятия пациентами информированных решений по дальнейшей диагностике и лечению. В настоящее время Алмаз Шарман работает над совершенствованием мобильного приложения NutriSteppe, позволяющее пользователям принимать информированные решения касательно здорового питания.
Алмаз Шарман является Председателем попечительского совета Благотворительного фонда „Асыл Мирас“, помогающего детям, страдающим аутизмом, и членом научного совета международного благотворительного фонда Spoon Foundation, который занимается помощью детям развивающихся стран, страдающих недостаточностью питания.
Автор 40 публикаций, включая 4 монографии, Алмаз Шарман является президентом Академии профилактической медицины, Республиканского общественного объединения „Национальный центр здорового питания“ и членом Американской Ассоциации Здравоохранения. В этой роли он принимает активную роль в создании службы общественного здравоохранения Казахстана. Им разработана концепция Службы, с которой он выступал в правительстве и давал интервью для ведущих интернет-изданий.
Алмаз Шарман — автор научно-популярных изданий: „Здоровое питание и технология NutriStepe: надежный путь к устойчивому здоровью“, „Восемь секретов здоровья: исповедь современного номада“, „Приоритеты“. Они в основном посвящены вопросам здоровья и предупреждения заболеваний, а также популяризации биомедицинской науки.
Отец — академик НАН РК и РАН Торегельды Шарманович Шарманов (1930—2024).
Супруга доктора Шарман — Дана Шарман является магистром здравоохранения от Университета Джонса Хопкинса и сейчас возглавляет компанию Global Technology Network, занимающуюся проектами в области телемедицины и цифровых технологий. Она также руководит компанией Vitalem, которая фокусируется на клинических исследованиях и разработке лечебно-профилактических пробиотических продуктов, таких как Sharmanad, Аруана, Бобек. У четы Шарман — двое сыновей: Торехан (1991 года рождения), окончивший школу инженерии Университета Мичигана, а также Оскар (1993 года рождения), окончивший школу бизнеса Университета Джорджа Вашингтона. Внук доктора Шарман — Коннор проживает в г. Балтимор, США. 